# Junior majeur
Ne doit pas être confondu avec Junior (film-documentaire).
Série
Les Pee-Wee 3D : L'hiver qui a changé ma vie
(2012)
Pour plus de détails, voir Fiche technique et Distribution.
Junior majeur est un film québécois réalisé par Éric Tessier en 2017. Il est la suite de Les Pee-Wee 3D, sorti cinq ans auparavant. Il met en vedette Antoine Olivier Pilon, Rémi Goulet et Alice Morel-Michaud.

## Synopsis
Après avoir gagné ensemble le tournoi Pee-Wee, Janeau Trudel et Joey Boulet sont de nouveau coéquipiers pour les Saguenéens de Chicoutimi dans la Ligue de hockey junior majeur du Québec. Devenus amis, ils espèrent se faire repêcher par l'une des équipes de la Ligue nationale de hockey. À la suite d'un accident, leur carrière et leur amitié vont être chamboulées.

## Fiche technique
- Titre original : Junior majeur
- Réalisation : Éric Tessier
- Scénario : Emmanuel Joly et Martin Bouchard
- Musique : Christian Clermont
- Direction artistique : Dominique DesRochers
- Costumes : Carmen Alie
- Maquillage : Virginie Boudreau
- Coiffure : Nathalie Dion
- Photographie : Tobie Marier-Robitaille
- Son : Simon Goulet, Pascal Van Strydonck, Mathieu Beaudin, Stéphane Bergeron
- Montage : Alain Baril, Tim Miron Dauphin
- Production : Christian Larouche
- Société de production : Christal Films Productions
- Sociétés de distribution : Les Films Christal, Les Films Séville
- Budget : 6,8 millions de dollars[1]
- Pays d'origine :  Canada ( Québec)
- Langue originale : français
- Format : couleur
- Genre : drame sportif
- Durée : 115 minutes
- Dates de sortie :
  - Canada : 28 octobre 2017 (première mondiale en ouverture du 36e Festival du cinéma international en Abitibi-Témiscamingue (FCIAT))[2]
  - Canada : 23 novembre 2017 (sortie en salle au Québec)
  - Canada : 27 février 2018 (DVD)
  - Allemagne : 2 octobre 2018 (Festival du film de Schlingel)

## Distribution
- Antoine Olivier Pilon : Janeau Trudel
- Rémi Goulet : Joey Boulet
- Alice Morel-Michaud : Julie Morneau
- Claude Legault : Luke Boulet, père de Joey
- Normand Daneau : Carl Trudel, père de Janeau
- Daniel Thomas : Stéphane Côté, nouvel entraineur des Saguenéens
- Édith Cochrane : Sylvie Morneau, mère de Julie
- Patrice Robitaille : Lapointe, entraineur des Huskies
- Stéphane Demers : Steve Douville, agent de Trudel
- Nicolas Canuel : Louis Drouin
- Madeleine Péloquin : Catherine Roberge
- Hugo Dubé : Claude Parent
- Karl Walcott : Dylan Wiseman
- Sophie Prégent : Line, mère de Joey
- Guy Nadon : Mike Boulanger
- Tommy Lavallée : Mario, concierge de l'école
- Caroline Bouchard : Nathalie Leblanc, directrice des services aux joueurs
- Marc-Antoine Canuel : Yuri Karpov
- Audrey Rancourt-Lessard : Mylène Tremblay, journaliste
- Alain Crête : lui-même (commentateur sportif)
- Chantal Machabée : elle-même (animatrice sportive)
- Gilbert Delorme : lui-même
- Gaston Therrien : lui-même